# Notonecta unifasciata
Notonecta unifasciata är en insektsart som beskrevs av Guérin-Méneville 1857. Notonecta unifasciata ingår i släktet Notonecta och familjen ryggsimmare.

## Underarter
Arten delas in i följande underarter:
- N. u. unifasciata
- N. u. andersoni
- N. u. cochisiana